# Accademia Pascoliana
L'Accademia Pascoliana, nata nel 1982, è stata creata per ricordare le opere di Giovanni Pascoli e favorirne la conoscenza. Si trova a San Mauro Pascoli, in provincia di Forlì-Cesena, dove il poeta è nato.
Rappresenta una forma di attaccamento al poeta la cui memoria permane ancora fra gli abitanti del suo comune natale.
Il presidente è Andrea Battistini, docente presso l'Università di Bologna.
L'Accademia collabora anche al Festival del Mondo Antico di Rimini.